# البحرية السوفيتية
القوات البحرية السوڤيتية (بالروسية:Военно-морской флот СССР) هي الذراع البحري للقوات المسلحة السوڤيتية. كثيراً ما كانت تُشار إليها باسم الأسطول الأحمر. شكّلت البحرية السوڤيتية جزءاً كبيراً من التخطيط الاستراتيجي للاتحاد السوڤيتي في حالة وقوع صراع مع القوة العظمى المنافسة، الولايات المتحدة الأمريكية، خلال فترة الحرب الباردة (1945-1991). لعبت البحرية السوڤيتية دوراً كبيراً أثناء الحرب الباردة، سواء في مواجهة حلف شمال الأطلسي في أوروبا الغربية أو في إبراز القوة للحفاظ على نطاق نفوذها في أوروبا الشرقية. أمتد نطاق عملياتها ليشمل بحار المحيط الهادي والمحيط المتجمد الشمالي والمحيط الأطلنطي.
قُسّمت البحرية السوڤيتية إلى أربعة أساطيل رئيسية: الأسطول الشمالي، والأسطول الهادئ، وأسطول البحر الأسود، وأسطول البلطيق، بالإضافة إلى قاعدة لينينغراد البحرية التي كانت تحت قيادة منفصلة. كما امتلكت قوة أصغر حجماً هي أسطول قزوين الذي كان يعمل في بحر قزوين، تلاه أسطول أكبر هو السرب الخامس الذي كان يعمل في البحر الأبيض المتوسط. ضمت البحرية السوڤيتية أيضاً سلاح الطيران البحري، والمشاة البحرية، وسلاح المدفعية الساحلية.
تشكّلت البحرية السوڤيتية من بقايا البحرية الإمبراطورية الروسية أثناء الحرب الأهلية الروسية. وبعد تفكك الاتحاد السوڤيتي عام 1991م، ورثت الاتحاد الروسي الجزء الأكبر من البحرية السوڤيتية وأعاد تشكيلها لتصبح البحرية الروسية، بينما أصبحت الأجزاء الأصغر أساساً لقوات بحرية الدول المستقلة حديثاً التي انبثقت عن الاتحاد السوڤيتي السابق.

## تاريخ

### الحرب الأهلية الروسية (1917-1922)

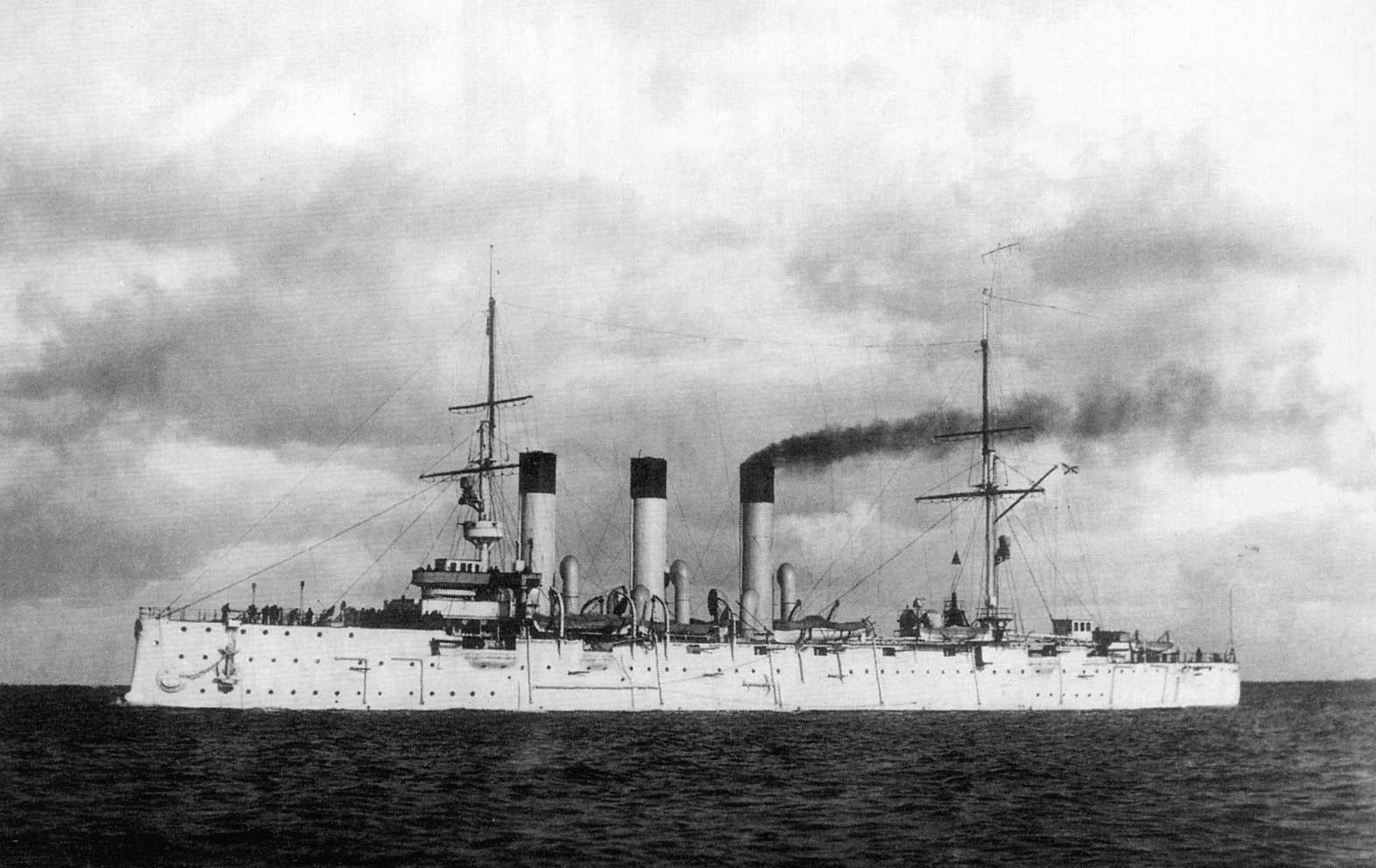
كان الطراد أورورا بشكل غير رسمي أول سفينة تابعة للبحرية السوفيتية، بعد تمردها ضد الحكومة الروسية المؤقتة بقيادة ألكسندر كيرينسكي في ثورة أكتوبر عام 1917م.

تشكلت البحرية السوفيتية خلال مرحلة مُضطربة من التاريخ الروسي، حيث ورثت إرثاً مُهترِئاً من الأسطول الإمبراطوري الروسي الذي دمرته أحداث ثورتي 1917 والحرب الأهلية اللاحقة. في تلك الفترة الحرجة، شهدت القوات البحرية انهياراً شِبه كامل في التنظيم والانضباط، مع تمرد واسع للبحارة وهروب معظم الضباط، إِما بالانضمام إلى القوات المناهضة للثورة أو مغادرة الخدمة تماماً.
في أسطول البحر الأسود، وصلت الأمور إلى ذروتها عندما اضطرت القوات السوفيتية إلى إغراق سُفنها الرئيسية في نوفوروسيسك عام 1918م لمنع وقوعها في أيدي القوات الألمانية المتقدمة. أما السُفن التي بقيت في سيفاستوبول، فقد تعرضت للاستيلاء المتتالي من قِبل الألمان ثم البريطانيين، قبل أن يتم تدمير معظمها بشكل متعمد عند انسحاب القوات البريطانية عام 1919م.
يعتبر الطراد «أورورا» رمزاً لتلك المرحلة الانتقالية، حيث تحول من سفينة حربية إمبراطورية إلى أول سفينة ثورية بعد انضمام طاقمه إلى البلاشفة خلال أحداث ثورة أكتوبر. وقد أسست الحكومة السوفيتية الجديدة «أسطول العمال والفلاحين الأحمر» رسمياً عام 1918م، لكنه ظل لسنوات طويلة مجرد ظِل باهت للأسطول الإمبراطوري السابق.
بحلول نهاية الحرب الأهلية، لم يتبق من القوة البحرية الروسية العظيمة سوى بوارج بالية وعدد قليل من الطرادات والمدمرات، معظمها في حالة إهمال شديد. وقد بلغت درجة ضعف البحرية السوفيتية الناشئة أن الدول العُظمى الأخرى استبعدتها من مفاوضات معاهدة واشنطن البحرية التي نظمت شؤون القوى البحرية الكبرى في مطلع العشرينات.
ورغم هذه البداية المتواضعة، حافظ أسطول البلطيق على وجوده كقوة مؤثرة، بينما وفر أسطول البحر الأسود أساساً لإعادة البناء المستقبلية. كما ساهمت الأسراب الصغيرة المنتشرة في الممرات المائية الداخلية في الحفاظ على البنية التحتية للقوات البحرية خلال هذه المرحلة الانتقالية الصعبة.

### فترة ما بين الحربين العالميتين (1922-1941)
في ثلاثينيات القرن العشرين، شهدت البحرية السوفيتية تطوراً ملحوظاً ضمن سياسة التحول الصناعي السريع التي اِنتهجها الاتحاد السوفيتي. تم إقرار برنامج طموح لبناء السفن الحربية عام 1926م من قِبل مجلس العمل والدفاع، حيث تضمن إنشاء 12 غواصة، شكلت السِت الأولى منها نواة فئة "ديكابريست". تولى المكتب الفني الرابع السري، تحت قيادة المهندس البحري المتميز بوريس مالينين، مسؤولية الإشراف على عمليات البناء في حوض بناء السفن البلطيقي، وهو الجهد الذي أثمر عن تصميم وإنتاج 133 غواصة في السنوات اللاحقة.
شهدت تلك الفترة توسعاً كبيراً في الهيكل التنظيمي للبحرية السوفيتية، حيث تم تأسيس أسطول المحيط الهادئ عام 1932م تلاها إنشاء الأسطول الشمالي عام 1933م. ركزت الخطط الاستراتيجية على بناء مجموعة من البوارج الحديثة من فئة "سوفيتسكي سويوز" كعِماد للقوة البحرية، لكن هذا البرنامج الطموح لم يتجاوز مراحله الأولى بسبب الغزو الألماني المفاجئ عام 1941م.
بحلول نهاية عام 1937م، كانت القوات البحرية السوفيتية قد اتخذت تشكيلاً متكاملاً رغم محدودية إمكاناتها. تمحورت القوة الرئيسية حول أسطول البلطيق المتمركز في لينينغراد، الذي ضَم بارجتين وطراداً تدريبياً إلى جانب ثماني مدمرات. بينما احتفظ أسطول البحر الأسود في سيفاستوبول بقوة متواضعة مكونة من بارجة واحدة وثلاثة طرادات. أما الأسطول الشمالي الناشئ فلم يتجاوز قوته ثلاث مدمرات، في حين اقتصر أسطول المحيط الهادئ على مدمرتين تم نقلهما خصيصاً إلى الشرق الأقصى عام 1936م.
خلال حرب الشتاء ضد فنلندا (1939-1940م)، ظهر دور البحرية السوفيتية محدوداً للغاية، حيث اقتصرت مشاركتها على تبادل نيران المدفعية بين سفنها الرئيسية والتحصينات الساحلية الفنلندية، دون أن تتمكن من تحقيق نصر حاسم أو التأثير بشكل جوهري على مسار العمليات العسكرية.

### الحرب العالمية الثانية: الحرب الوطنية العظمى (1941-1945)
شهدت البحرية السوفيتية تحولاً جذرياً خلال الحرب العالمية الثانية، حيث تحولت أولويات الدولة السوفيتية نحو تعزيز القوات البرية على حساب القوات البحرية. رغم أن بناء الأسطول كان من الأولويات القومية في الثلاثينيات، إلا أن عمليات التطهير الكبير في أواخر تلك الفترة أودت بحياة العديد من الضباط الكبار، مما أثر سلباً على كفاءة القيادة البحرية.
شهدت الميزانية العسكرية المخصصة للبحرية انخفاضاً حاداً من 11.5% في عام 1941 إلى 6.6% فقط في عام 1944م، مما يعكس تغير الأولويات الاستراتيجية. عند دخول الاتحاد السوفيتي الحرب العالمية الثانية في يونيو 1941م خلال عملية بارباروسا، تم تحويل أعداد كبيرة من البحارة والمدفعية البحرية لتعزيز القوات البرية للجيش الأحمر.
لعب البحارة والمدفعية البحرية المحولة أدواراً حاسمة في المعارك البرية الكبرى، وخاصة في الدفاع عن أوديسا، سيفاستوبول، ستالينچراد، نوفوروسيسك، توايبسي، ولينينغراد. في الجبهة البحرية، وجد أسطول البلطيق نفسه محاصراً في لينينغراد وكرونشتاد بسبب حقول الألغام الألمانية الكثيفة، لكن الغواصات استطاعت اختراق الحصار والقيام بعملياتها. اضطرت السفن السطحية للأسطول المحاصر إلى تحويل مهمتها الأساسية من العمليات البحرية التقليدية إلى المشاركة في الدفاع الجوي عن المدينة وتقديم الدعم المدفعي للقوات البرية عبر قصف المواقع الألمانية. هذا التحول في الأدوار يعكس التحديات الكبيرة التي واجهتها البحرية السوفيتية خلال سنوات الحرب الأولى، حيث اضطرت للتكيف مع متطلبات المعارك البرية الحاسمة بينما كانت قدراتها البحرية التقليدية محدودة للغاية بسبب الظروف القتالية الصعبة.
كان تكوين الأسطول السوفيتي في عام 1941م يشمل:
- ٣ بوارج حربية،
- ٧ طرادات
- ٥٩ مدمرة (بما في ذلك ٤٦ مدمرة حديثة من فئتي غنيفني وسوبراسيتيلني)،
- ٢١٨ غواصة،
- ٢٦٩ قارب طوربيد،
- ٢٢ سفينة دورية،
- ٨٨ كاسحة ألغام،
- ٧٧ صائدة غواصات،
- ومجموعة من السفن الصغيرة الأخرى.

بينما كان هناك في مراحل مختلفة من البناء، كان هناك 219 سفينة أخرى بما في ذلك 3 سفن حربية، و2 طرادات ثقيلة و7 طرادات خفيفة، و45 مدمرة، و91 غواصة.
تشمل الأرقام الإجمالية المذكورة أعلاه بعض السفن التي تعود إلى ما قبل الحرب العالمية الأولى (مثل المدمرات من فئة نوفيك، وبعض الطرادات، وجميع البوارج)، بالإضافة إلى سفن حديثة تم بناؤها في الاتحاد السوفيتي وأوروبا (مثل المدمرة تاشكند التي بُنيت في إيطاليا، والطراد الألماني لوتسوف الذي كان قيد الإنشاء ولم يكتمل). 
خلال سنوات الحرب، تعرضت العديد من السفن التي كانت قيد الإنشاء في أحواض لينينغراد ونيكولاييف للتدمير (بفعل الغارات الجوية والألغام البحرية بشكل رئيسي). ومع ذلك، تمكنت البحرية السوفيتية من الحصول على مدمرات رومانية تم الاستيلاء عليها من الحلفاء، بالإضافة إلى زوارق صغيرة من خلال برنامج الإعارة والتأجير الأمريكي. كما استلمت البحرية السوفيتية البارجة البريطانية القديمة إتش إم إس رويال سوفيرين (التي أعيد تسميتها إلى أرخانجيلسك) والطراد الأمريكي يو إس إس ميلووكي (الذي أعيد تسميته إلى مورمانسك) كتعويض عن الحصة السوفيتية من الأسطول الإيطالي الذي تم الاستيلاء عليه.
في بحر البلطيق، وبعد سقوط مدينة تالين، حوصرت السفن السطحية السوفيتية في لينينغراد وكورنشتادت بسبب حقول الألغام الكثيفة. هناك اضطلعت هذه السفن بمهام دفاعية هامة، حيث ساهمت في الدفاع الجوي عن المدينة وقامت بقصف المواقع الألمانية. ومن أبرز الأمثلة على الإبداع السوفيتي في هذه الفترة البارجة "مارات"، وهي سفينة قديمة تعود إلى ما قبل الحرب العالمية الأولى، التي غرقت في ميناء كورنشتادت بعد قصفها من قِبل طائرات يونكرز يو 87 الألمانية عام 1941م. ورغم ذلك، استمر استخدام الجزء غير المغمور من السفينة كبطارية مدفعية ثابتة حتى نهاية الحرب. أما الغواصات السوفيتية، وعلى الرغم من الخسائر الفادحة التي تكبدتها بسبب الإجراءات المضادة للغواصات التي نفذها الألمان والفنلنديون، فقد لعبت دوراً محورياً في تعطيل الملاحة البحرية لدول المحور في بحر البلطيق.

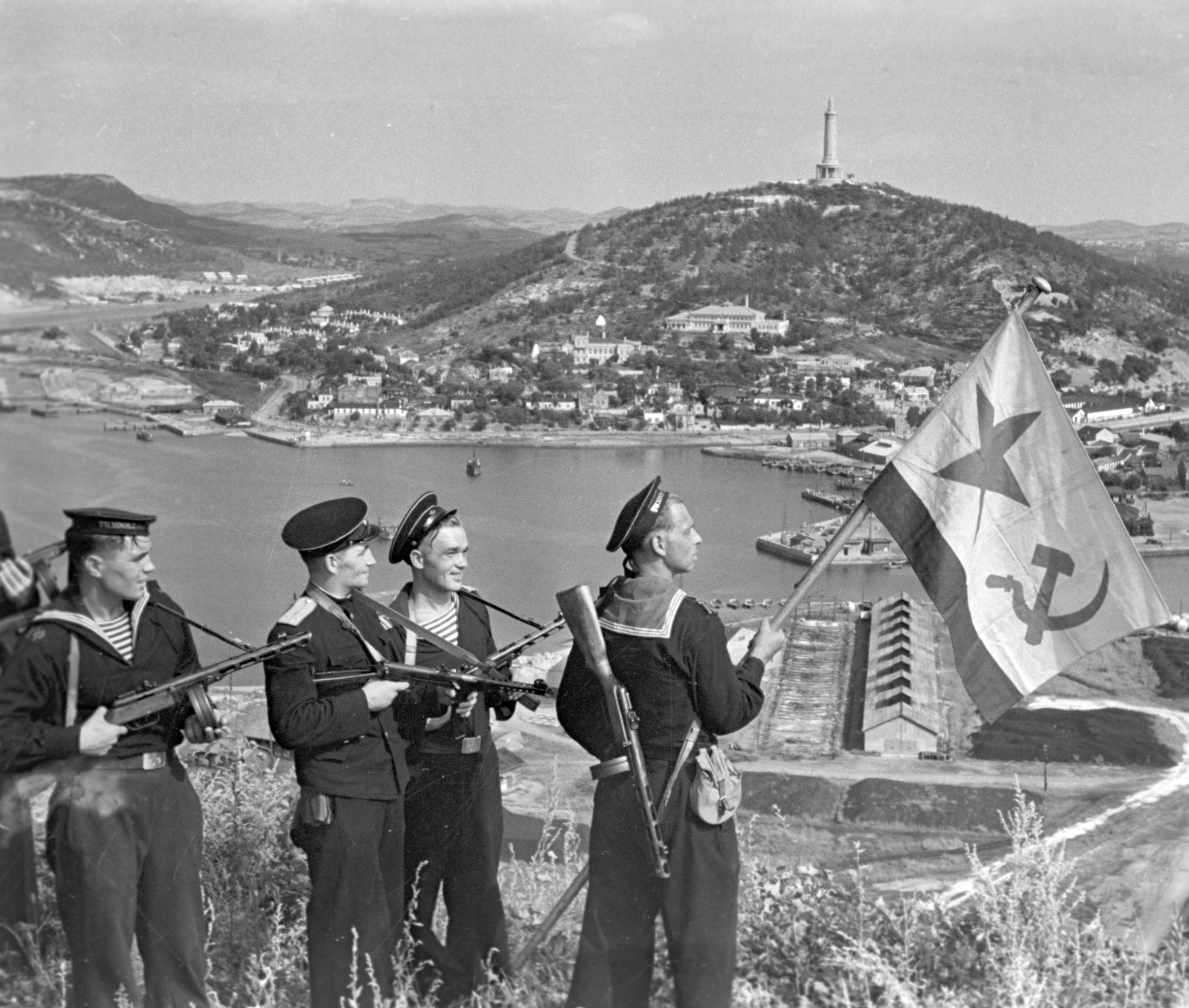
جنود مشاة البحرية من أسطول المحيط الهادئ التابع للبحرية السوفيتية يرفعون العلم البحري السوفيتي في بورت آرثر، في الأول من أكتوبر عام 1945م.

في البحر الأسود، تعرضت العديد من السفن السوفيتية لأضرار بالغة بسبب حقول الألغام والغارات الجوية لدول المحور. ومع ذلك، ساهمت هذه السفن في الدفاع عن القواعد البحرية وإمدادها أثناء الحصار، كما شاركت لاحقاً في عمليات إجلاء هذه القواعد. وقد استخدمت المدافع البحرية الثقيلة والبحارة في الدفاع عن المدن الساحلية خلال الأَحْصِرَةٌ الطويلة التي فرضتها جيوش المحور.
في المحيط المتجمد الشمالي، شاركت مدمرات الأسطول الشمالي السوفيتي (من فئات نوفيك، النوع 7، والنوع 7U) بالإضافة إلى الزوارق الأصغر في عمليات الدفاع الجوي ومكافحة الغواصات لحماية قوافل الحلفاء التي كانت تنقل إمدادات الإعارة والتأجير. أما في المحيط الهادئ، وبما أن الاتحاد السوفيتي لم يكن في حالة حرب مع اليابان قبل عام 1945م، فقد تم نقل بعض المدمرات السوفيتية إلى الأسطول الشمالي لتعزيز قوته.
منذ بدء الحرب، قدم الطيران البحري السوفيتي الدعم الجوي للعمليات البحرية والبرية التي شاركت فيها البحرية السوفيتية. كانت هذا الفرع مسؤول عن تشغيل الطائرات العائمة البرمائية، والطائرات القاربية بعيدة المدى، والطائرات المنطلقة بالمنجنيق والمرابطة على السفن، بالإضافة إلى الطائرات البرية المخصصة للاستخدام البحري.
بعد انتهاء الحرب، حصل السوفييت على عدد من السفن الحربية الإيطالية واليابانية كغنائم حرب، إلى جانب كمية كبيرة من الوثائق الهندسية والمعمارية البحرية الألمانية. وشملت هذه الغنائم تصاميم متقدمة وتقنيات بحرية ساعدت في تحديث الأسطول السوفيتي في فترة ما بعد الحرب. كما مكنتهم هذه المكاسب من استيعاب تقنيات بناء السفن الحديثة التي طورتها دول المحور خلال سنوات الحرب، مما أسهم بشكل كبير في تعزيز القدرات التصنيعية والتكنولوجية للبحرية السوفيتية خلال الحرب الباردة.

### الحرب الباردة (1945–1991)

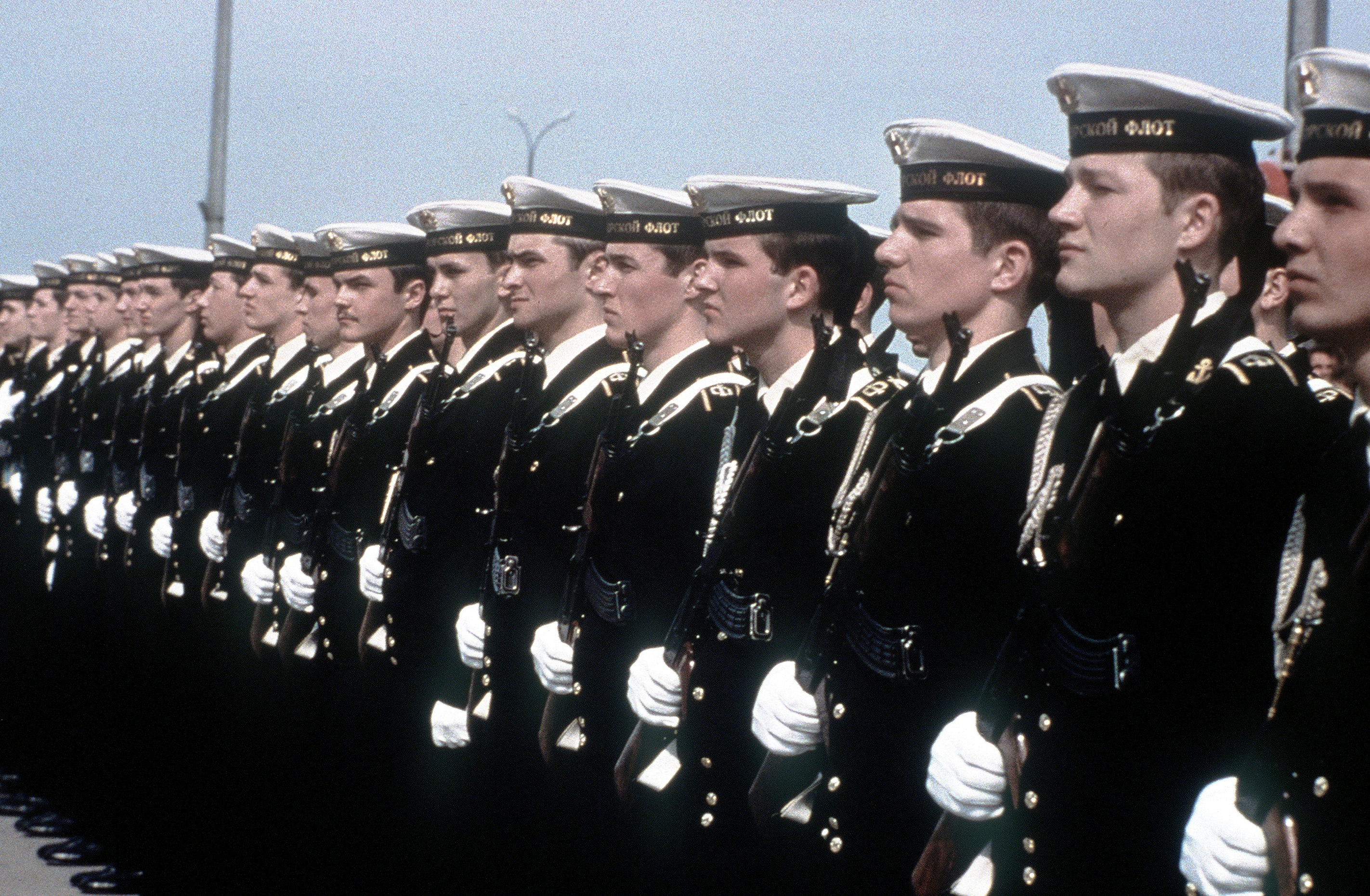
أفراد البحرية السوفيتية يقفون في وضعية انتباه 1982م.

في فبراير 1946م، أعيد تسمية الأسطول الأحمر ليصبح يُعرف باسم البحرية السوفيتية (بالروسية: Советский Военно-Морской Флот، نقحرة: سوفييتسكي فويينو-مورسكوي فلوت). بعد الحرب، استنتج السوفييت أنهم بحاجة إلى بحرية قادرة على تعطيل خطوط الإمداد، وإظهار وجود بحري ولو مَحدود للعالم النامي. وبما أن الموارد الطبيعية التي يحتاجها الاتحاد السوفيتي كانت متاحة في الكتلة الأوراسية البرية، لم تكن هناك حاجة إلى بحرية لحماية أسطول تجاري كبير، كما كانت الحال مع البحرية الغربية. مع الوقت، أصبحت مواجهة أنظمة إيصال الأسلحة النووية عبر البحر هدفًا آخر مهمًا للبحرية، وحافزًا للتوسع.
تم تنظيم البحرية السوفيتية حول الغواصات والسفن التكتيكية الصغيرة المناورة. حافظ برنامج بناء السفن السوفيتي على أحواض بناء السفن مشغولة ببناء غواصات مُستندة إلى التصاميم الألمانية من الحرب العالمية الثانية، والتي تم إطلاقها بوتيرة عالية خلال السنوات الأولى ما بعد الحرب. بعد ذلك، من خلال مزيج من البحث المحلي والتكنولوجيا التي تم الحصول عليها عبر التجسس من ألمانيا النازية والدول الغربية، قام السوفييت بتحسين تصاميم غواصاتهم تدريجياً.
كان السوفييت سريعين في تجهيز أسطولهم السطحي بصواريخ من أنواع مختلفة. في الواقع، أصبح وضع صواريخ كبيرة على قوارب صواريخ صغيرة وسريعة سِمة من سمات التصميم السوفيتي، بينما في الغرب لم يكن مثل هذا النهج يعتبر مجديًا من الناحية التكتيكية. كما امتلكت البحرية السوفيتية أيضًا عِدة طرادات صاروخية موجهة كبيرة وجيدة التسليح، مثل تلك من فئتي كيروف وسلافا. بحلول السبعينيات، كانت تكنولوجيا الغواصات السوفيتية في بعض النواحي أكثر تقدمًا من الغرب، واِعُتبرت عدة أنواع من غواصاتهم متفوقة على منافسيها الأمريكيين.
كان السرب العملياتي الخامس يعمل في البحر الأبيض المتوسط، وكانت الوظيفة الرئيسية للسرب هي منع الدخول البحري واسع النطاق إلى البحر الأسود، والذي قي يُمكِن تجاوز أي غزو للإتحاد السوفيتي الكتلة البرية الأوراسية، أي من الغرب الحصين. كانت سفينة القيادة في السرب لفترة طويلة هي الطراد فئة سفيردلوف - زدانوف.

#### حاملات الطائرات والقوات الجوية البحرية

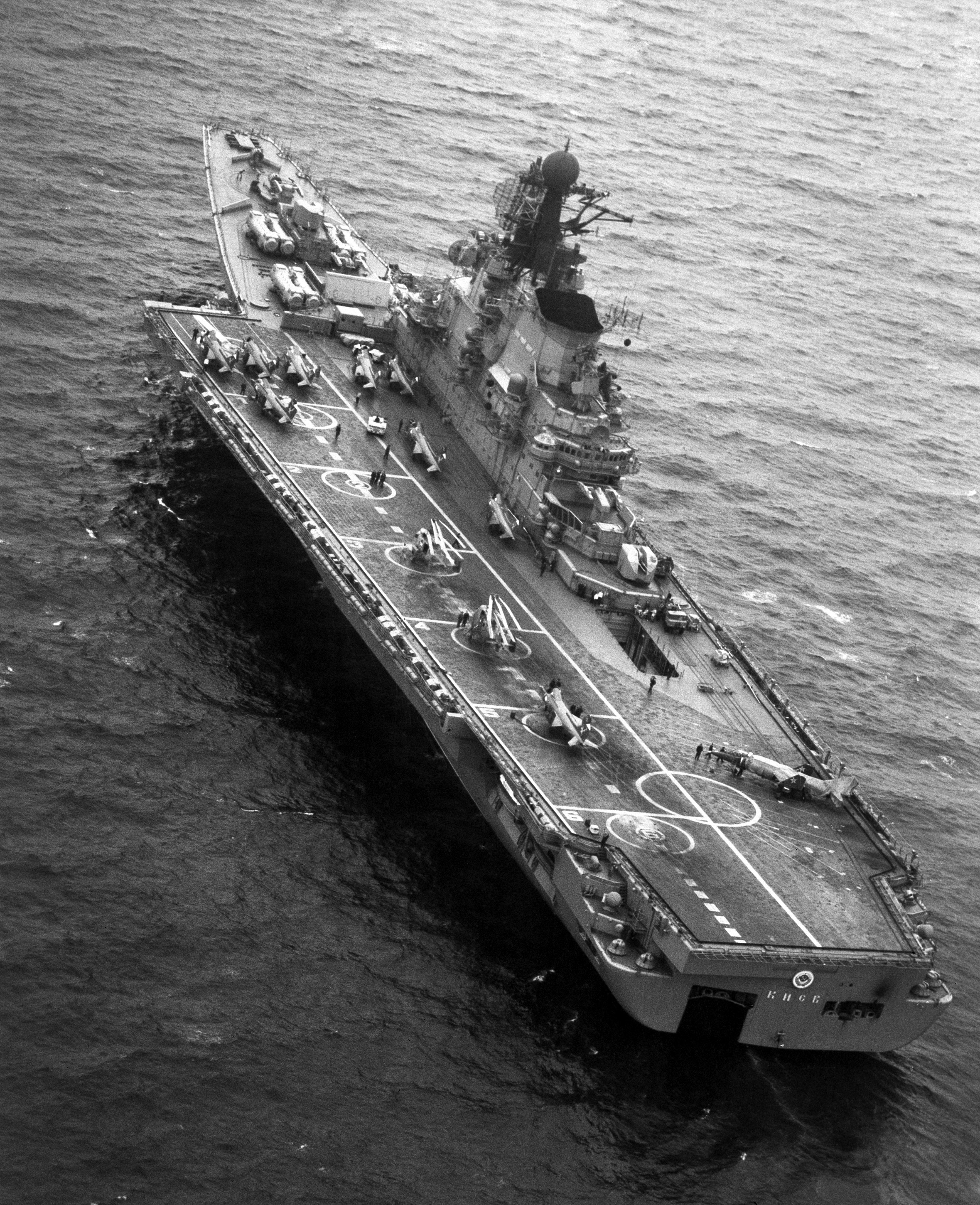
كانت كييف، وهي طراد تحولت لحاملة طائرات وبقية فئتها، تشكل عنصرًا مهمًا في نظام الحرب المُضادة للغواصات السوفييتي.

في التخطيط الاستراتيجي الذي وضعه الاستراتيجيون السوفييت، إِعتُبرت حاملات الطائرات عناصر ثانوية نسبياً وحظيت باهتمام محدود، حيث ركزت موسكو على استراتيجية بحرية مُصممة لتعطيل خطوط الاتصالات البحرية. ولكن هذا لم يمنع أن تواصِل البحرية السوفيتية برنامجاً لحاملات الطائرات كوسيلة للمنافسة مع البحرية الأمريكية.
حافظت البحرية السوفيتية على مُهمة مواجهة الغواصات الغربية، مما استدعى بناء سفن سطحية كبيرة قادرة على حمل مروحيات مُضادة للغواصات. خلال عامي 1968 و1969، تم نشر حاملات المروحيات من فئة موسكوا، تلتها أولى حاملات الطائرات من فئة كييف الأربع في عام 1973م. تميزت كلا الفئتين بالقدرة على تشغيل مروحيات مضادة للغواصات، بينما أضافت فئة كييف القدرة على تشغيل طائرات الإقلاع والهبوط العمودي/القصير (مثل ياك-38 «فورجر»)، حيث صُممت للعمل في نطاق دفاع الأسطول ضمن مدى طائرات الطيران البحري السوفيتي البرية.
خلال السبعينيات، بدأ السوفييت مشروع 1153 أوريل (النسر)، الذي هدف نظرياً لإنشاء حاملة طائرات قادرة على نشر مقاتلات ثابتة الجناحين للدفاع عن الأسطول. أُلغي المشروع أثناء مرحلة التخطيط مع تغير الأولويات الاستراتيجية مرة أخرى.
في عام 1981م، طلبت البحرية السوفيتية أول حاملة طائرات حقيقية لها، تبليسي (التي أعيد تسميتها لاحقاً باسم أميرال أسطول الاتحاد السوفيتي كوزنيتسوف)، والتي تحمل مقاتلات سوخوي سو-33 «فلانكر-دي» وميغ-29، بالإضافة إلى مروحيات كا-27. تميزت هذه الحامِلة بتصميم فريد يجمع بين سطح طيران مائل وقدرات إطلاق مقذوف، مع الاحتفاظ بأسلحة هجومية ثقيلة، مما يعكس الفلسفة السوفيتية المتميزة في تصميم حاملات الطائرات.

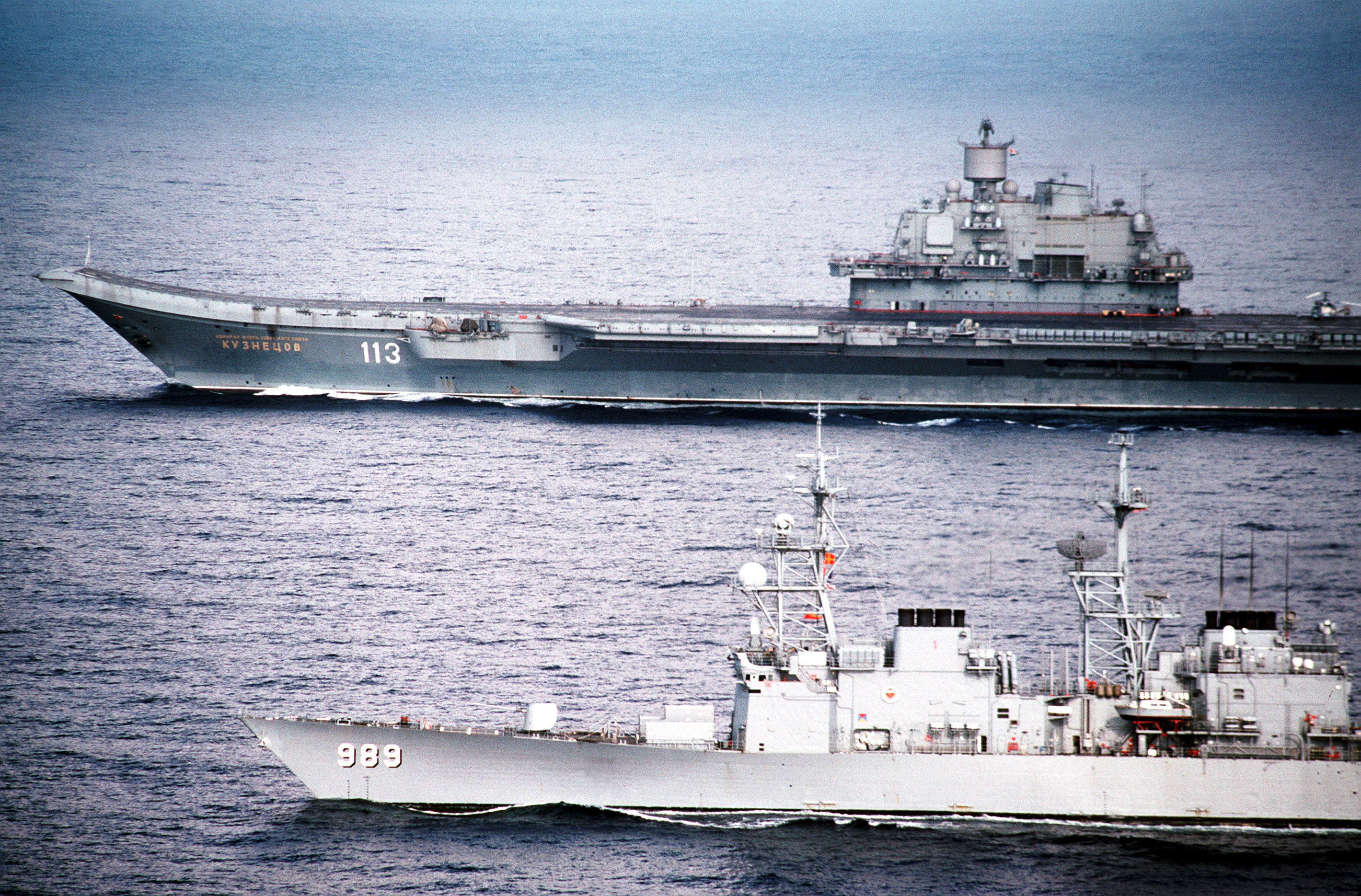
حاملة الطائرات الروسية الأدميرال كوزنيتسوف المنتشرة قبالة سواحل إيطاليا، كما شوهدت أثناء قيامها بدورية مع السفينة الحربية الأمريكية ديو في عام 1991م.

تميزت حاملات الطائرات السوفيتية بتركيزها على التسليح الهجومي بالصواريخ (بالإضافة إلى أنظمة الدفاع الجوي بعيدة المدى)، مما يعكس مفهومًا عملياتيًا يركز على الدفاع عن الأسطول، على عكس التوجه الغربي الذي أولى أهمية أكبر لمهام الضربات البرية من نقاط انتشار بعيدة. وعندما تفكك الاتحاد السوفيتي عام 1991م، كانت حاملة الطائرات الثانية من فئة كوزنيتسوف (التي حملت اسم «فارياج» قبل دخولها الخدمة) قيد الإنشاء. توقف البناء وبيعت السفينة لاحقًا غير مكتملة إلى جمهورية الصين الشعبية من قِبل أوكرانيا، التي ورثت جزءًا من الأسطول السوفيتي القديم. دخلت السفينة الخدمة في البحرية الصينية عام 2012م تحت اسم «لياونينغ».
بعد وقت قصير من إطلاق هذه الحاملة الثانية من فئة كوزنيتسوف، بدأت البحرية السوفيتية بناء تصميم مُحسن لحاملة الطائرات حمل اسم «أوليانوفسك»، والتي كان من المفترض أن تكون أكبر قليلاً من فئة كوزنيتسوف وتعمل بالطاقة النووية. إلا أن المشروع ألغي، وتم التخلص من الهيكل القليل الذي كان قد بدأ بناؤه.
ولتعويض بعض وظائف الطائرات الحاملة (التي تعمل من حاملة الطائرات)، نشرت البحرية السوفيتية أعدادًا كبيرة من القاذفات الاستراتيجية في أدوار بحرية ضِمن سلاح الطيران البحري (AV-MF). حيث تم نشر قاذفات استراتيجية مثل توبوليف تو-16 «بادجر» وتو-22M «باك فاير» مُزودة بصواريخ مضادة للسفن عالية السرعة. وبينما كان يُعتقد سابقًا أن دور هذه الطائرات الرئيسي هو اعتراض قوافل إمدادات حلف الناتو عبر المحيط الأطلسي، فقد تبين أن مهمتها الأساسية كانت حماية الأراضي السوفيتية من هجمات مجموعات مهام الحاملات الأمريكية.

#### غواصات

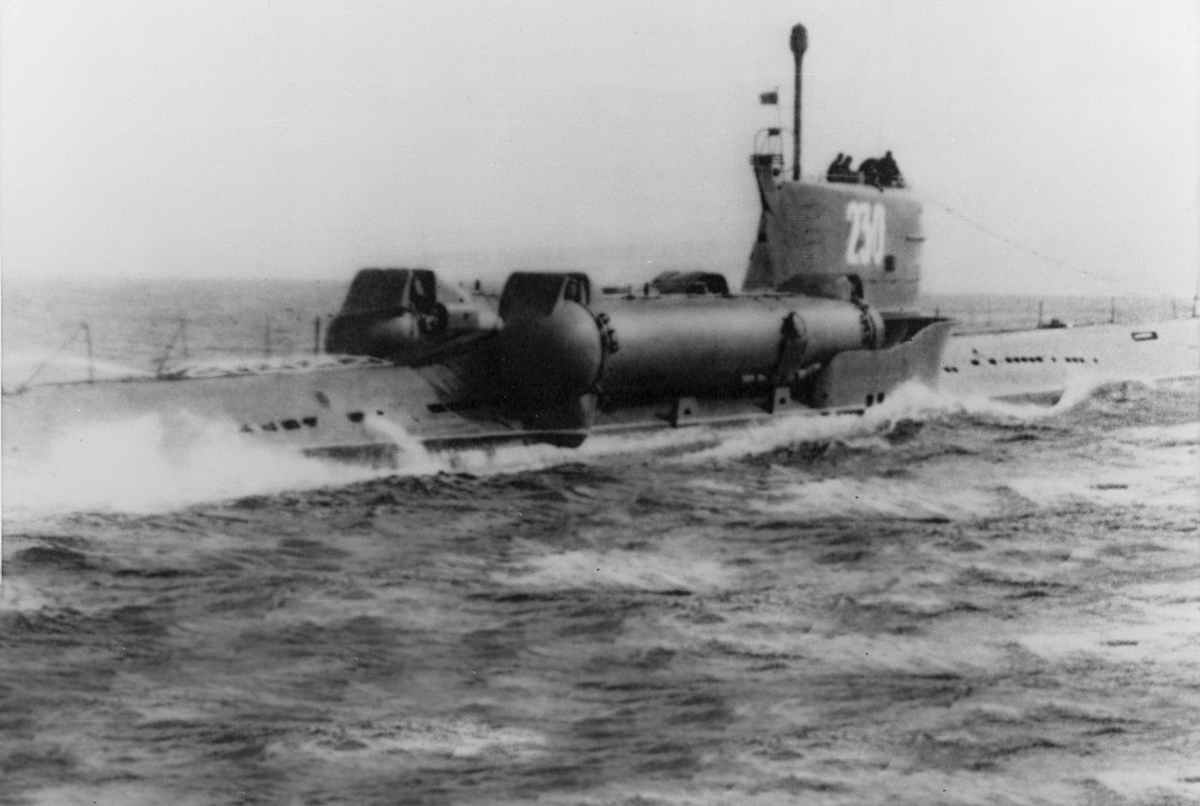
غواصة صاروخية موجهة من فئة الأسطوانات المزدوجة من طراز ويسكي، وهي منصة مهمة لإطلاق ضربات مضادة للسفن.

اعتمدت البحرية السوفيتية بشكل أساسي على الغواصات كعماد لقوتها البحرية بسبب الموقع الجغرافي الفريد للاتحاد السوفيتي. كانت هذه الغواصات قادرة على اختراق أي محاولات حصار في المياه الضيقة لبحر البلطيق والبحر الأسود أو في المناطق النائية من القطب الشمالي، بينما كانت السفن السطحية أكثر عرضة للكشف والهجوم من قبل القوات المعادية.
رغم امتلاك الاتحاد السوفيتي لأسطول غواصات أكبر من ألمانيا عند دخول الحرب العالمية الثانية، إلا أن الظروف الجغرافية وسرعة الهجوم الألماني حالا دون الاستفادة الكاملة من هذا التفوق العددي. استمرت البحرية السوفيتية في الاعتماد على غواصات الصواريخ من الجيل الأول التي بنيت في الستينيات حتى نهاية الحرب الباردة، تنفيذاً لفلسفة «الكم له جودته الخاصة» التي تبناها أمير الأسطول سيرجي جورشكوف.
تميزت الغواصات السوفيتية بِعدة مزايا تقنية فريدة في مجالات السرعة وتكنولوجيا المفاعلات النووية، حيث حققت أرقاماً قياسية في سرعة الغوص وعمق العمل. كما كانت هذه الغواصات صعبة التدمير بفضل تصميمها المتين مُتعدد المقصورات ووجود هيكل يوفر طفواً احتياطياً كبيراً. لكنها عانت من مشكلات أساسية في العزل الصوتي حيث فاقتها الغواصات الأمريكية هدوءاً، كما كانت أنظمة السونار المُستخدمة بدائية بالمقارنة مع النظيرات الغربية.
اهتمت الاستخبارات السوفيتية بشكل خاص بالحصول على معلومات حول التقنيات الصوتية المستخدمة في الغواصات الغربية. وقد ساهمت شبكات التجسس النشطة مثل حلقة جون أنتوني وّوكر بشكل كبير في تعزيز التكنولوجيا السوفيتية بهذا المجال الحساس. ظل السعي لتحسين الأداء الصوتي للغواصات أحد التحديات الرئيسية التي واجهت البحرية السوفيتية طوال فترة الحرب الباردة.

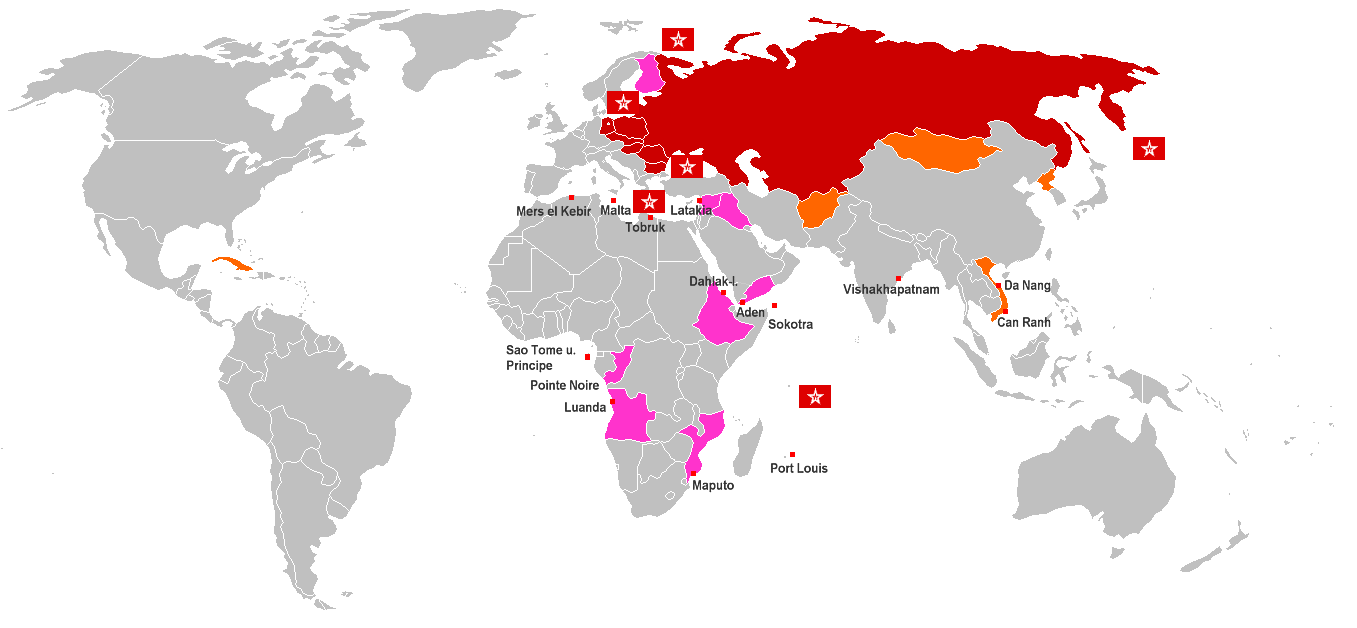
المرافق والمراسي الخارجية التي استخدمتها القوات البحرية السوفيتية، منتصف ثمانينيات القرن العشرين. حقوق الإرساء في مكعبات حمراء تحمل الأسماء. الدول الحمراء هي الدول الأعضاء في حلف وارسو، والدول البرتقالية هي الدول التي تربطها معاهدة خاصة للمساعدة المتبادلة والصداقة مع الاتحاد السوفيتي، والدول الوردية هي الدول التي تربطها معاهدة خاصة للمساعدة المتبادلة والصداقة منذ عام ١٩٧٠م، والأعلام هي أساطيل البحرية السوفيتية.

امتلكت البحرية السوفيتية أسطولًا متطورًا من الغواصات الصاروخية الجوالة المُتخصصة، بما في ذلك غواصات فئة أوسكار الهجومية، بالإضافة إلى غواصات الصواريخ الباليستية والهجومية التقليدية. وتُعتبر غواصات تايفون السوفيتية الأكبر حجما في العالم حتى اليوم. ورغم اعتقاد القوات البحرية الغربية أن الغواصات الهجومية السوفيتية صُممت لاعتراض قوافل حِلف الناتو، إلا أن القيادة السوفيتية لم تُعد هذه الغواصات لمثل هذه المهمة بشكل كاف.
عانت الغواصات السوفيتية من سلسلة حوادث خطيرة، خاصة تلك التي تعمل بالطاقة النووية. ومن أشهر هذه الحوادث فقدان الغواصة ك-219 من فئة يانكي، والغواصة كومسوموليتس من فئة مايك، وكلاهما بسبب حرائق. كما شهدت الغواصة ك-19 من فئة هوتل تسربًا إشعاعيًا خطيرًا تم احتوائه بصعوبة بفضل جهود طاقمها. وكانت أسباب هذه الحوادث تعود عادة لمشاكل في السلامة النووية، وضعف أنظمة التحكم في الأضرار، ومشاكل ضبط الجودة أثناء التصنيع، خاصة في الغواصات الأقدم.
تكررت مزاعم عن اصطدامات بين غواصات سوفيتية وأمريكية، رغم عدم تأكيد البحرية الأمريكية لأي منها رسميًا. ومن هذه الحوادث المثبتة اصطدام الغواصة ك-22 من فئة إيكو الثانية بالفرقاطة الأمريكية «فوّج» في البحر المتوسط يوم 28 أغسطس 1976م.

##### أزمة الصواريخ الكوبية
خلال ذروة أزمة الصواريخ الكوبية عام 1962م، شاركت الغواصة ب-59 من فئة فوكستروت في حادثة كادت أن تؤدي إلى كارثة نووية عالمية. أثناء مهمتها في بحر سرقوسة لدعم التسيلح النووي السوفيتي في كوبا، تعرضت الغواصة لمطاردة من سفن البحرية الأمريكية التي أسقطت قنابل أعماق تحذيرية. بعد أيام من انقطاع اتصال الغواصة بموسكو، ومع تدهور ظروف الحياة على متن الغواصة، اعتقد القبطان فالنتين سافيتسكي أن الحرب بين الولايات المتحدة والاتحاد السوفيتي قد بدأت، وأصدر أوامر بالاستعداد لإطلاق طربيدها النووي الوحيد من نوع تي-5. ولكن بفضل معارضة رئيس أركان الوحدة «ڤاسيلي أرخيبوف» - الذي كان وحده المُعارض بين الضباط الثلاثة المطلوب موافقتهم لإطلاق الطربيد - تم تجنب حرب نووية ونهاية العالم. ظهرت الغواصة على السطح وعادت إلى الاتحاد السوفيتي بعد انحسار الأزمة. لم يكشف عن هذه الحادثة إلا في مؤتمر هافانا بمناسبة الذكرى الأربعين لأزمة الصواريخ الكوبية عام 2002م.

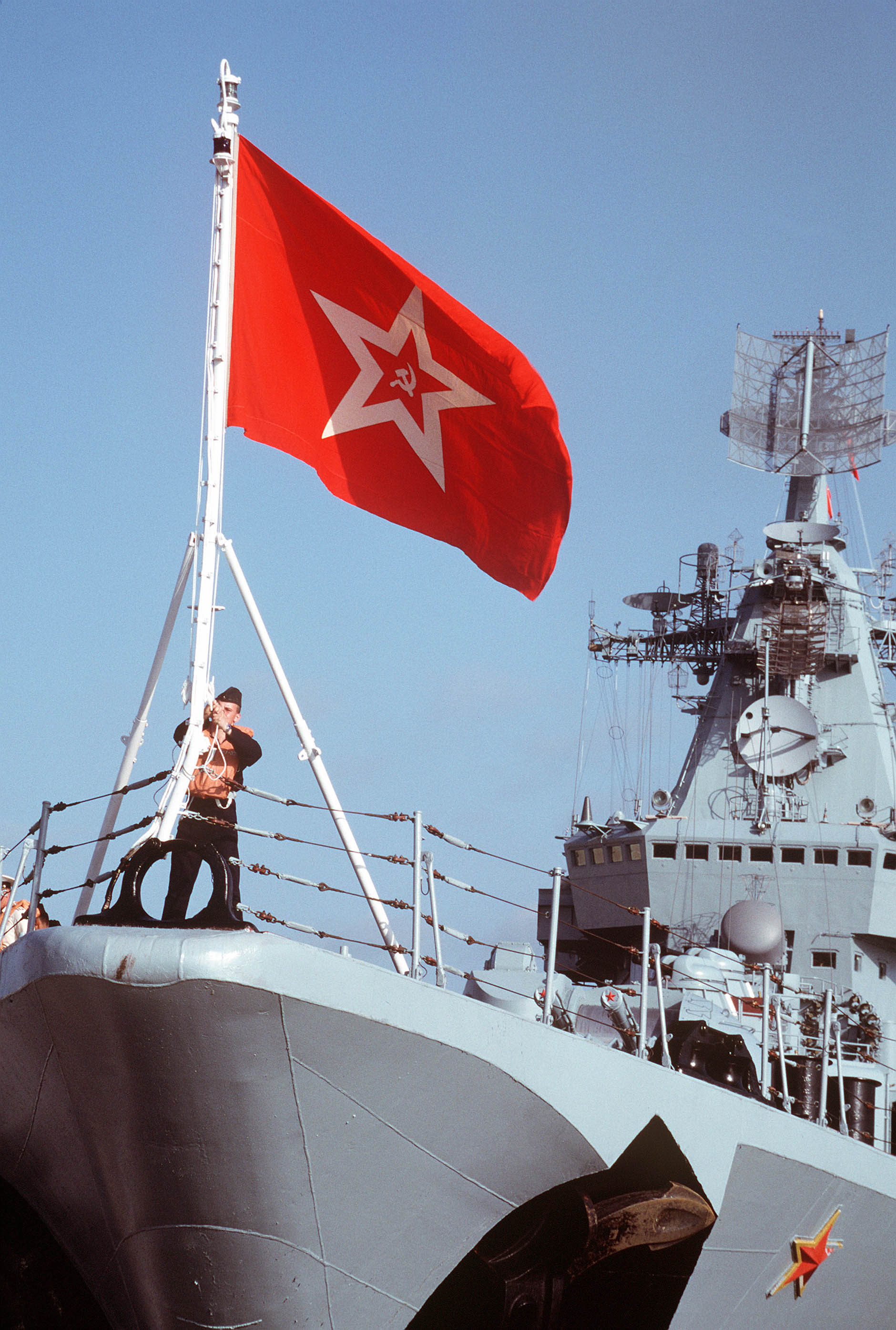
الطراد الصاروخي الموجه مارشال أوستينوف في مايبورت (الولايات المتحدة الأمريكية)، 1991م.

##### مصير البحرية بعد التفكك
بعد تفكك الاتحاد السوفيتي ونهاية الحرب الباردة، تقسمت البحرية السوفيتية، شأنها شأن فروع القوات المسلحة الأخرى، بين الجمهوريات السوفيتية السابقة، وبقيت بدون تمويل. نُقلت بعض السفن إلى دول الاتحاد السوفيتي السابق:
- بحر البلطيق: البحرية الإستونية، واللاتفية، والليتوانية. انضمت الدول الثلاث إلى حلف شمال الأطلسي (الناتو) عام ٢٠٠٤م.
- البحر الأسود: البحرية الأوكرانية والجورجية. هُزمت البحرية الجورجية على يد البحرية الروسية في معركة أبخازيا عام ٢٠٠٨م. واستُولي على معظم سفن البحرية الأوكرانية خلال ضم روسيا لشبه جزيرة القرم عام ٢٠١٤م.
- بحر قزوين: البحرية الأذرية، والكازاخستانية، والتركمانية.

### مشاة البحرية السوفييتية
خلال الحرب العالمية الثانية، خاض حوالي 350 ألف بحار سوفيتي معارك برية. في بداية الحرب، لم يكن للبحرية سوى لواء بحري واحد ضمن أسطول البلطيق، لكنها بدأت بتشكيل وتدريب كتائب أخرى. وكانت هذه الكتائب في النهاية:
- ستة أفواج مشاة بحرية (650 جنديًا من مشاة البحرية في كتيبتين).
- 40 لواء مشاة بحرية، تتألف كل منها من 5 إلى 10 كتائب، مُشكّلة من طواقم السفن الفائضة. مُنحت خمسة ألوية رتبة حرس (وحدة النخبة).
- وحدات أصغر عديدة.
- فرقة واحدة - فرقة المشاة البحرية الخامسة والخمسون، التي كانت تُعرف سابقًا باسم تشكيل الجيش الأحمر.

خلال الحرب العالمية الثانية، تطلبت الظروف العسكرية نشر أعداد كبيرة من المشاة البحرية على الجبهات البرية. ساهمت هذه القوات بشكل فعال في الدفاع عن المدن الرئيسية مثل موسكو ولينينغراد وأوديسا وسيفاستوبول وستالينغراد ونوفوروسيسك وكرج. نفذت المشاة البحرية أكثر من 114 عملية إنزال، معظمها قامت بها وحدات صغيرة بحجم الفصائل والسرايا. الغالبية العظمى من هذه القوات خدمت كجنود مشاة عاديين دون تدريب مُتخصص في العمليات البرمائية.
شملت العمليات الرئيسية للمشاة البحرية عمليتين خلال معركة شبه جزيرة كرج، وعملية واحدة ضمن حملة القوقاز، وعملية إنزال مونسوند في بحر البلطيق. تميز أداء هذه القوات خلال الحرب حيث حصلت خمسة ألوية وكتيبتان على لقب «الحرس»، بينما نالت تسعة ألوية وست كتائب أوسمة عسكرية، بالإضافة إلى منح ألقاب شرفية للعديد من الوحدات. كما منح لقب بطل الاتحاد السوفيتي لـ122 فرداً من المشاة البحرية.
ساهمت الخبرات التي اكتسبتها المشاة البحرية السوفيتية في تطوير عمليات الأسلحة المشتركة. تميز العديد من أفرادها بتدريبهم على القفز المظلي، حيث نفذوا عمليات إنزال جوي ناجحة أكثر من تلك التي قامت بها قوات المظليين السوفيت (VDV).
تم حل المشاة البحرية عام 1947، مع نقل بعض وحداتها إلى قوات الدفاع الساحلي. لكن في عام 1961، أعيد تشكيلها لتصبح أحد الأسلحة القتالية الرئيسية في البحرية السوفيتية. تم تخصيص وحدة بحجم لواء (واحياناً فوج) لكل أسطول، وزودت هذه القوات بمعدات برمائية متطورة تشمل دبابات ومدرعات من نفس الأنواع المستخدمة في الجيش السوفيتي، ولكن معدلة للعمليات البرمائية.

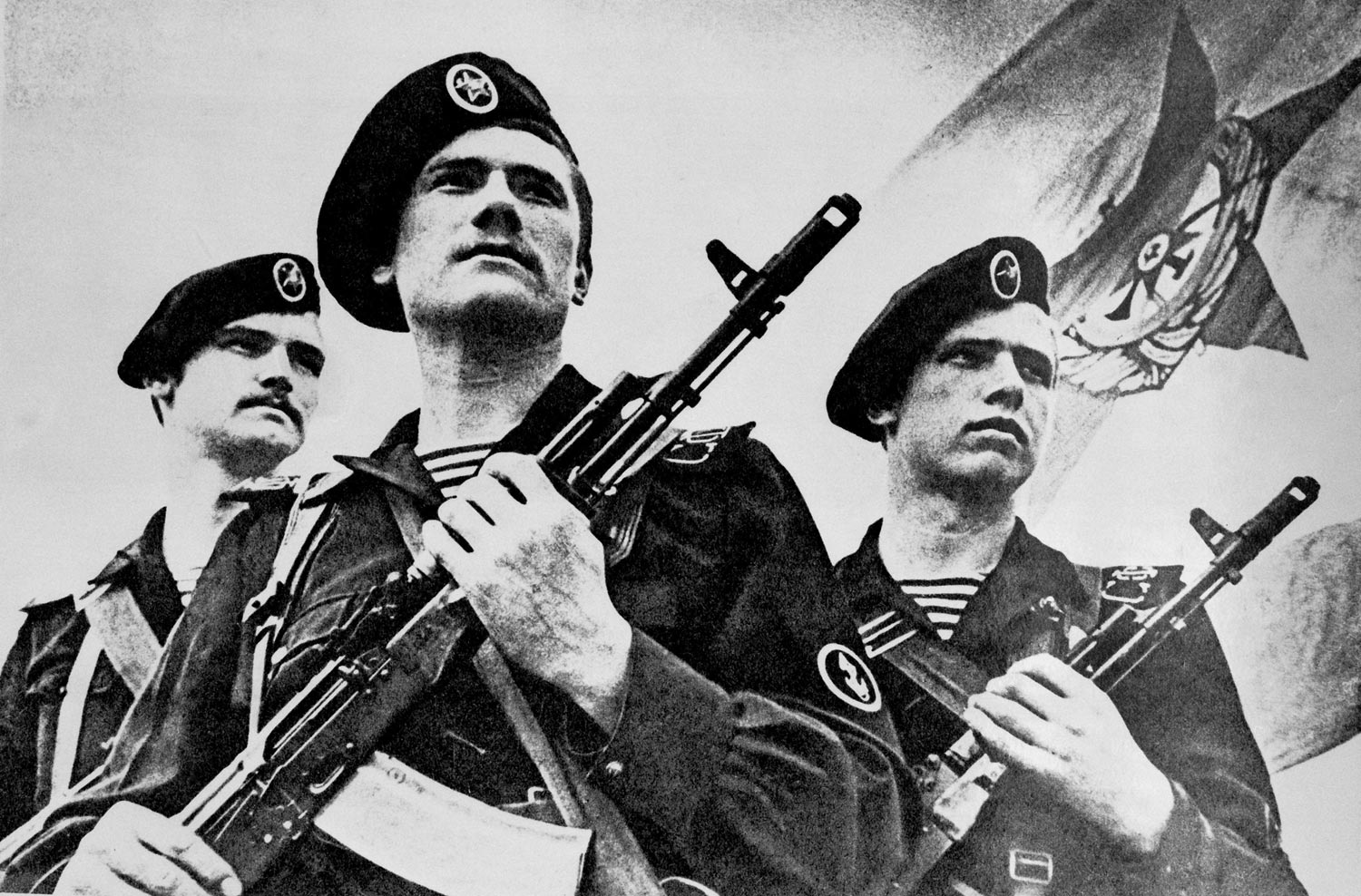
مشاة البحرية السوفيتية في عام ١٩٨٥م.

بحلول عام ١٩٨٩م، بلغ تعداد مشاة البحرية ١٨,٠٠٠ جندي، مُقسمين إلى فرقة مشاة بحرية وأربعة ألوية مشاة بحرية مستقلة:
- فرقة المشاة البحرية ٥٥، في فلاديفوستوك (أسطول المحيط الهادئ).
- لواء المشاة البحرية كيركينيس ٦١، في بيتشينغا (الأسطول الشمالي).
- لواء المشاة البحرية ١٧٥، في توماني (الأسطول الشمالي).
- لواء المشاة البحرية ٣٣٦ التابع للحرس في بالتييسك (أسطول البلطيق).
- لواء المشاة البحرية ٨١٠، في سيفاستوبول (أسطول البحر الأسود).

بحلول نهاية الحرب الباردة، امتلكت البحرية السوفيتية أكثر من ثمانين سفينة إنزال، بالإضافة إلى سفينتين من فئة إيفان روجوف للإنزال البرمائي. كانت سفن روجوف قادرة على نقل كتيبة مشاة كاملة مع 40 مركبة مدرعة وقوارب الإنزال التابعة لها. (تم فيما بعد إخراج إحدى سفن روجوف من الخدمة).

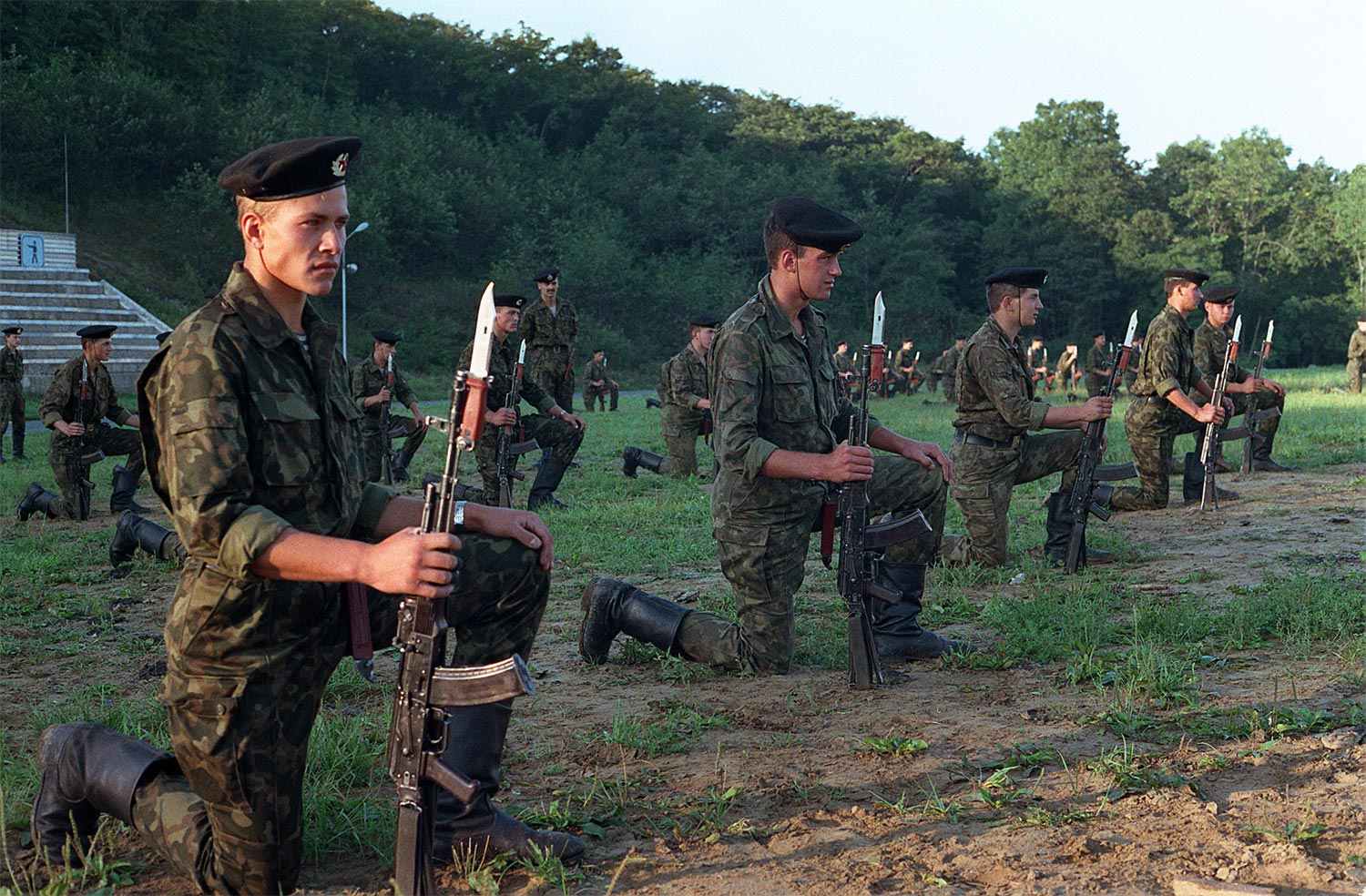
مشاة البحرية السوفيتية خلال تدريب في عام ١٩٩٠م.

بعدد 75 وحدة، امتلك الاتحاد السوفيتي أكبر أسطول عالمي من الحوامات. كما كان بإمكان العديد من سفن الأسطول التجاري السوفيتي (مورفلوت) البالغ عددها 2,500 سفينة تفريغ الأسلحة والمؤن خلال عمليات الإنزال البرمائي.
في 18 نوفمبر 1990م، عشية قمة باريس حيث تم التوقيع على معاهدة القوات التقليدية في أوروبا (CFE) ووثيقة فيينا حول تدابير بناء الثقة والأمن، قدم الجانب السوفيتي بيانات تظهر ظهوراً مفاجئاً لثلاث فرق دفاع ساحلي (بما فيها الفرقة الثالثة في كلايبيدا ضمن المنطقة العسكرية البلطيقية، والفرقة 126 في المنطقة العسكرية بأوديسا، والفرقة 77 الحرس للمشاة الآلية مع الأسطول الشمالي)، بالإضافة إلى ثلاث ألوية/أفواج مدفعية، تابعة للبحرية السوفيتية، والتي لم تكن معروفة سابقاً لحلف الناتو.
أعلن الجانب السوفيتي أن الكثير من المعدات العسكرية التي يفترض تقييدها بموجب المعاهدة (TLE) هي جزء من قوات المشاة البحرية. حيث جادل السوفييت بأن معاهدة CFE تستثني جميع القوات البحرية بما فيها المكونات البرية الدائمة. إلا أن الحكومة السوفيتية اقتنعت في النهاية بعدم إمكانية الاستمرار بهذا الموقف.
أصدرت حكومة الاتحاد السوفيتي في 14 يوليو 1991 إعلاناً (تم تبنيه لاحقاً من قبل الدول الخلف) ينص على أن جميع «المعدات المُحددة بموجب المعاهدة» (الدبابات والمدفعية والمدرعات) المخصصة لقوات المشاة البحرية أو الدفاع الساحلي، سيتم احتسابها ضمن الحصص المسموح بها بموجب المعاهدة.

## وصلات خارجية
- Russian Navy
- Globalsecurity.org page on the Soviet Navy.
- Admiral Gorshkov and the Soviet Navy
- Soviet Submarines
- Red Fleet
- Flags & Streamers
- Warship Listing
- Russian Navy Weapons
- All Soviet Warships - Complete Ship List (English)
- All Soviet Submarines - Complete Ship List (English)